# Smilax multiflora
Smilax multiflora là một loài thực vật có hoa trong họ Smilacaceae. Loài này được M.Martens & Galeotti miêu tả khoa học đầu tiên năm 1842.